# Авранвил
Авранвил (фр. Avranville) је насељено место у Француској у региону Лорена, у департману Вогези.
По подацима из 2011. године у општини је живело 90 становника, а густина насељености је износила 8,26 становника/km².

## Демографија
| 1962. | 1968. | 1975. | 1982. | 1990. | 2011. |
| ----- | ----- | ----- | ----- | ----- | ----- |
| 98    | 90    | 73    | 78    | 85    | 90    |